# Dambulla
Dambulla (singalsko දඹුල්ල Damībulla, tamilsko தம்புள்ளை Tampuḷḷai) je veliko mesto, ki se nahaja v okrožju Matale, v Osrednji pokrajini na Šrilanki, in je 148 km  severovzhodno od Kolomba in 72 km severno od Kandija. Zaradi svoje lokacije na večjem križišču je to središče distribucije zelenjave v državi.
Glavne atrakcije območja so: največji in najbolje ohranjeni jamski tempeljski kompleks Šrilanke in mednarodni stadion Rangiri Dambulla, znan po tem, da je bil zgrajen v le 167 dneh. Območje se ponaša tudi z največjim gorovjem rožnatega kremena v Južni Aziji in gozd z drevesi Mesua ferrea (šrilanški železovec ali indijski kostanj) v katerem stoji na 20 hektarjih Na Uyana Aranya - budistični gozdni samostan v Kurunegali.
Prazgodovinsko megalitsko grobišče Ibbankatuwa v bližini kompleksov jamskega templja Dambulla je najnovejše arheološko najdišče ima velik zgodovinski pomen v Dambuli, in je 3 km oddaljen od jamskih templjev, ter dokazuje prisotnost avtohtonih civilizacij že pred prihodom indijskega vpliva na otoško državo.

## Zgodovina
Območje naj bi bilo naseljeno že od 7. do 3. stoletja pred našim štetjem. Kipi in slike v teh jamah segajo v 1. stoletje pred našim štetjem. Slike in kipe so obnavljali in prebarvali v 11., 12. in 18. stoletju. Jame so zagotavljale zatočišče kralju Valagambi (imenovan tudi Vattagamini Abhaya) v njegovem 14-letnem izgnanstvu iz kraljestva Anuradapura. Budistični menihi meditirajo v jamah Dambulla v tistem času pod pogojem, da jih izgnani kralj zaščiti pred sovražniki. Ko se je kralj Valagamba vrnil na prestol v 1. stoletju pred našim štetjem, je , v zahvalo menihom v Dambuli zgradil veličasten kamnit tempelj.
V prazgodovinskem megalitskem grobišču Ibbankatuwa blizu Dhambule so bili odkrita človeška okostja znanstveno dokazano stara 2700 let, ki dokazujejo civilizacijo na tem področju že pred prihodom budizma na Šrilanko. Odkriti so bili dokazi o starodavnih ljudeh, ki so živeli od kmetijstva (750 pr. n. št.).
Tu so vladali kralji, kot so Raja Raja Čola, Rajendra Čola, itd. konec 10. stoletja in začetku 11. stoletja.

## Jamski tempelj Dambulla
To je največji in najbolje ohranjen jamski tempeljski kompleks na Šrilanki. Skalni stolpi se dvigajo 160 m visoko nad okoliške ravnice. V okolici je več kot 80 dokumentiranih jam. Glavne zanimivosti so razporejene v 5 jamah, ki vsebujejo kipe in slike. Ti so povezani z Budo in njegovim življenjem. Obstaja skupno 153 Budovih kipov, 3 kipi šrilanških kraljev in 4 kipi boga in boginj. Slednji 4 vključujejo dva kipa hindujskih bogov, Višnuja in Ganeša. Poslikave pokrivajo površino 2.100 m². Na stenah jame so upodobljeni Budove skušnjave demona Mara in Budove prve pridige (Dhammacakkappavattana Sutta).

### Dogodki
- 7. do 3. stoletje pred našim štetjem: zgodnji prebivalci
- 1. stoletje pr. n. št.: slike in kipi
- 5. stoletje n. št.: zgrajena je bila stupa
- 12. stoletje: dodajanje kipov hindujskih bogov
- 18. stoletje: večina tega, kar vidimo danes
- 19. stoletje: dodatna jama in prebarvanje
- 20. stoletje: obnova in razsvetljava pod okriljem Unesco-a

## Šport
Mednarodni stadion za kriket Rangiri Dambulla se nahaja na tem slikovitem območju.